# اضطهاد اليزيديين

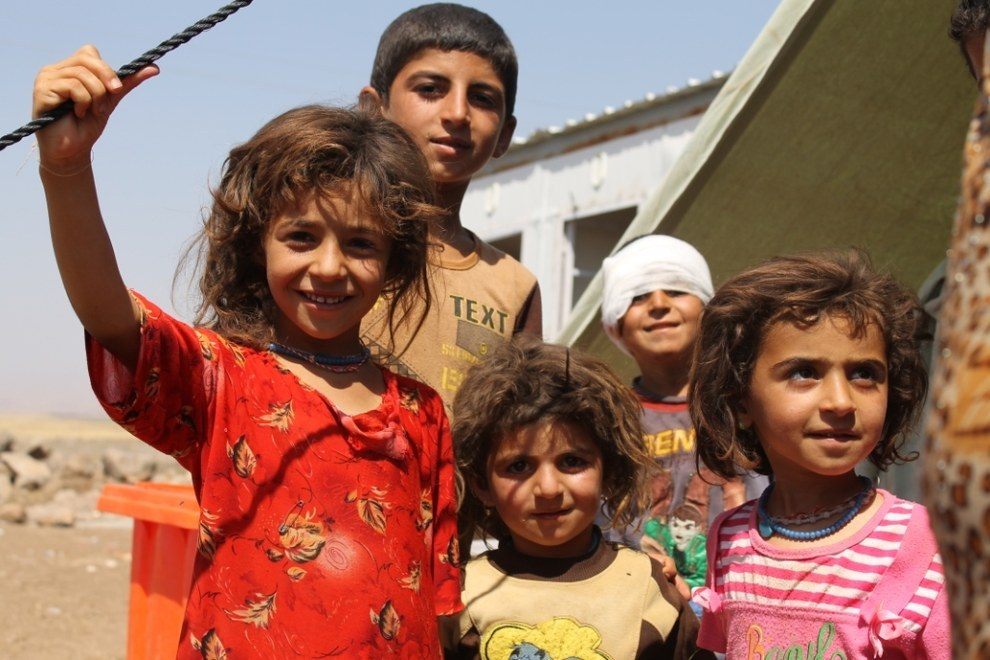
أطفال لاجئون يزيديون من سنجار في مخيم نوروز بمنطقة المالكية في أغسطس 2014 بعد مجزرة سنجار.

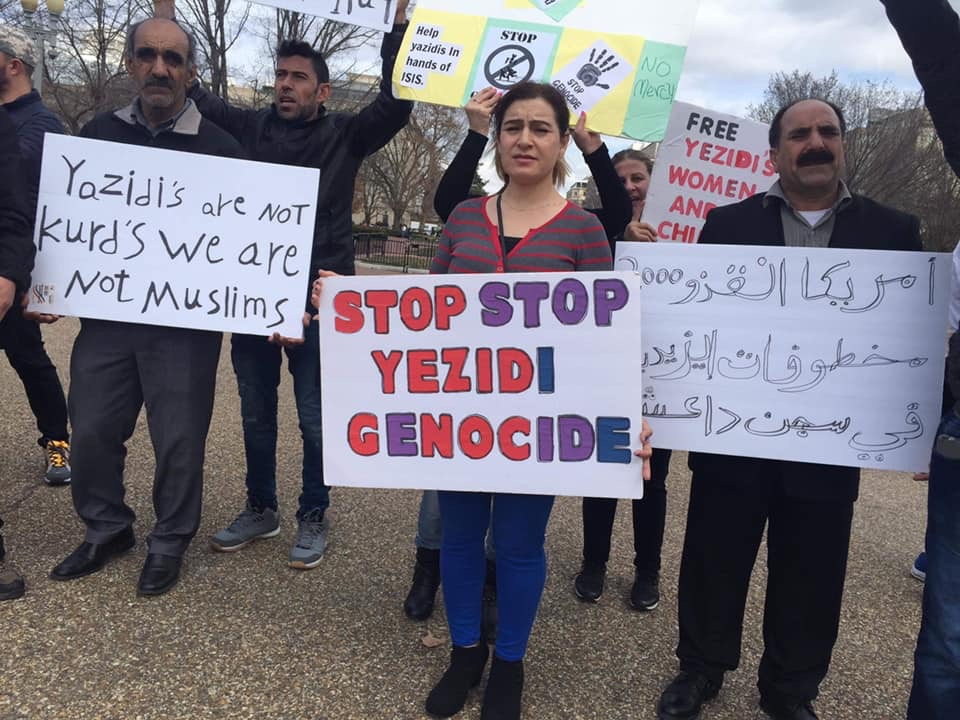
مظاهرة اليزيديين أمام البيت الأبيض في واشنطن العاصمة (15 مارس 2019).

استمر اضطهاد اليزيديين من قبل المسلمين منذ القرن العاشر على الأقل. اليزيديين يقومون بزواج الأقارب ومعظمهم من الأقليات الناطقة بالكرمانجية. وهم السكان الأصليين لأعالي بلاد ما بين النهرين. يعتبر الإسلامويون الديانة اليزيدية عبادة الشيطان. تم اضطهاد اليزيديين من قبل المسلمين المجاورين كالصفويين والعثمانيين والقبائل العربية والكردية. وبعد مجزرة سنجار عام 2014 التي راح ضحيتها آلاف اليزيديين على يد تنظيم الدولة الإسلامية في العراق والشام، لا يزال اليزيديون يواجهون عنفًا من القوات المسلحة التركية وحليفها الجيش السوري الحر.

## الاضطهاد المبكر
في القرن العاشر، انضم الأكراد إلى اضطهاد اليزيديين في جبال هكاري بعد أسلمتهم. لقد اضطهد الأكراد المسلمون اليزيديين بوحشية خاصة. هاجم الأكراد المسلمون اليزيديين بسبب الدين. في بعض الأحيان، خلال هذه المذابح، حاول الأكراد المسلمون إجبار اليزيديين على اعتناق الإسلام. تم القضاء على جميع السكان اليزيديين تقريبًا بسبب المذابح التي ارتكبها الأتراك والأكراد في القرن التاسع عشر.
في عام 1414، دمر الأكراد معبد لالش المقدس ودنسوا قبر الشيخ عدي. أعاد اليزيديون فيما بعد بناء معبدهم وقبر الشيخ عدي.

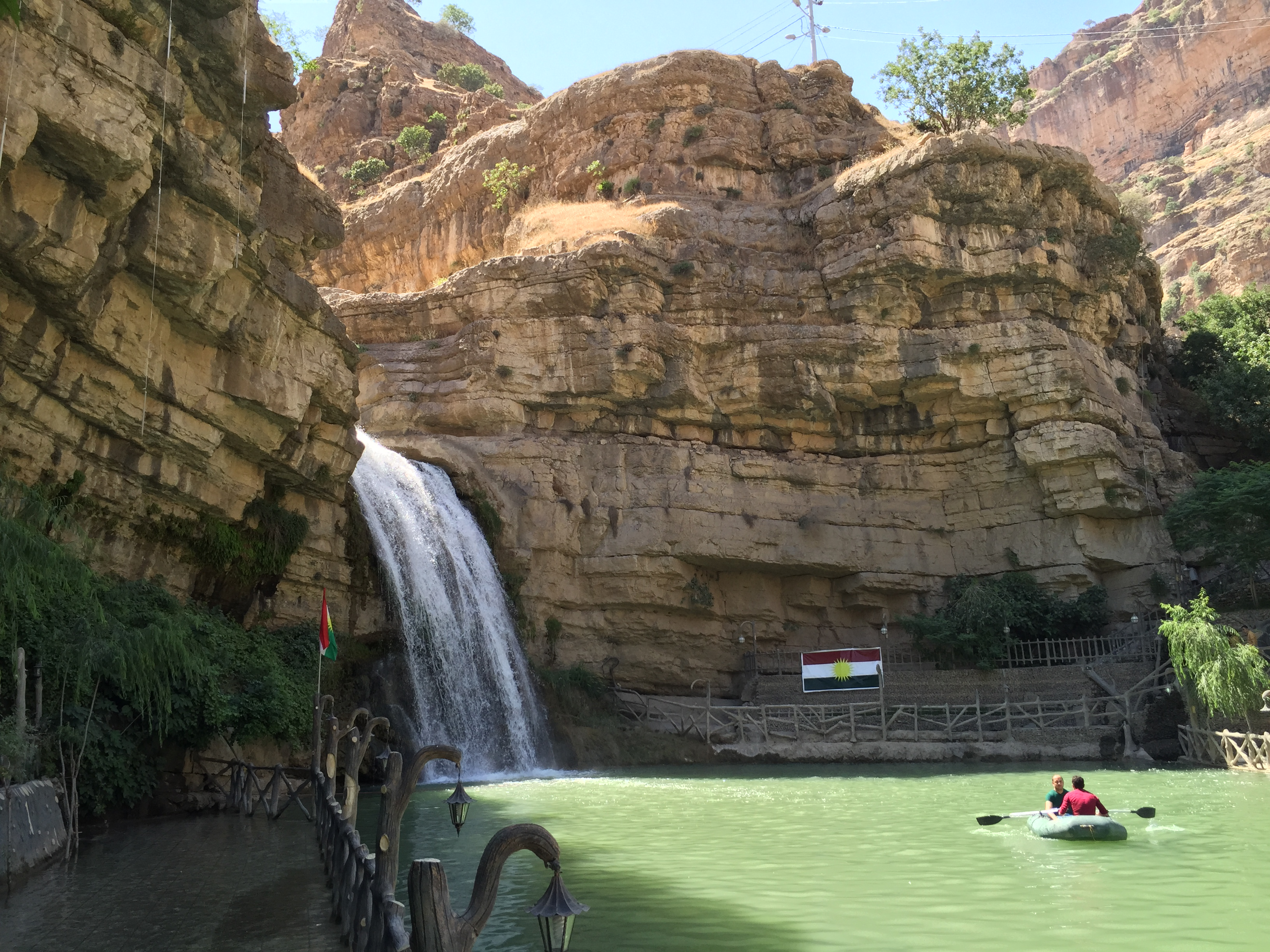
سمي شلال كلي علي بك في كردستان العراق على اسم الزعيم اليزيدي علي بك الذي قتل هناك عام 1832 على يد الأمير الكردي محمد باشا الرواندزي.

في عام 1832، قُتل حوالي 70 ألف يزيدي على أيدي القادة الأكراد بدرخان بك ومحمد باشا الرواندزي. وخلال رحلاته البحثية عام 1843، ذكر الرحالة والمستشرق الروسي إيليا بيريزن أن 7000 يزيدي قتلوا على يد أكراد رواندز على تلال نينوى قرب الموصل قبل وصوله بوقت قصير. وفقًا للعديد من التقارير التاريخية، يمكن تصنيف مذابح بدر خان اليوم على أنها إبادة جماعية.
عام 1831 قتل محمد باشا أهالي قرية كلك. كما توجه شمالًا وهاجم كامل سفوح الجبال التي يسكنها اليزيديون شرق الموصل. تمكن بعض اليزيديين من اللجوء إلى الغابات المجاورة والجبال، وتمكن القليل منهم من الفرار إلى أماكن بعيدة.

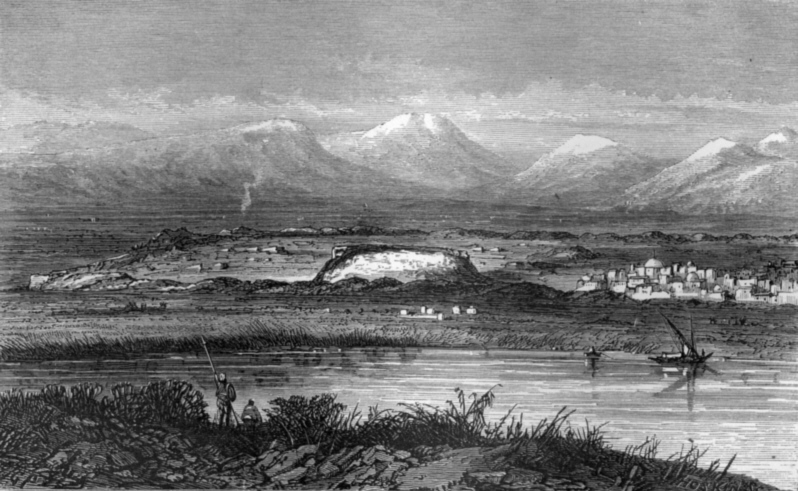
تجمع العديد من اليزيديين من شيخان، الذين فروا من الأكراد ولم يتمكنوا من عبور نهر دجلة، على تل كويونجيك العظيم، حيث تعرضوا للاضطهاد والقتل على يد رجال محمد باشا.

في عام 1832، ارتكب محمد باشا مع قواته مجزرة بحق اليزيديين في ختاره. بعد ذلك، هاجم اليزيديين في شيخان وقتل العديد منهم. وفي محاولة أخرى، قام هو وقواته باحتلال أكثر من 300 قرية يزيدية. قام الأمير باختطاف أكثر من 10 آلاف يزيدي إلى رواندز وأعطاهم إنذارًا باعتناق الإسلام أو القتل. اعتنق معظمهم الإسلام وقُتل البقية ممن رفضوا.
في عام 1832، ارتكب بدرخان بك مع قواته مجزرة بحق اليزيديين في شيخان. كاد رجاله يقتلون كل السكان اليزيديين في شيخان. حاول بعض اليزيديين الفرار إلى سنجار.[بحاجة لرقم الصفحة] وعند محاولتهم الهروب باتجاه سنجار، غرق الكثيرون في نهر دجلة. أولئك الذين لم يتمكنوا من السباحة قتلوا. لقد قتل نحو 12 ألف من اليزيديين على ضفة نهر دجلة من قبل رجال بدرخان بك. كما تم اختطاف نساء وأطفال يزيديين.
في عام 1833، هاجم محمد باشا وجنوده اليزيديين في منطقة عقرة مرة أخرى. قتل الجناة 500 يزيدي في الزاب الكبير. بعد ذلك هاجم محمد باشا اليزيديين في سنجار وقتل العديد منهم.
في عام 1844، ارتكب بدرخان بك مجزرة بحق اليزيديين في منطقة طور عبدين. كما أسر رجاله العديد من اليزيديين مما أجبرهم على اعتناق الإسلام. أُجبرت سبع قرى يزيدية على الإسلام واعتنقت الإسلام.
دافع العديد من اليزيديين عن أنفسهم ضد الهجمات. وكذلك فعل علي بك الزعيم اليزيدي في شيخان. استخدم الزعيم اليزيدي علي بك قواته لمعارضة محمد باشا الذي حشد القبائل الكردية في الجبال المحيطة لمهاجمة اليزيديين. مع ذلك كان عدد قوات علي بك أقل وتم أسره وقتله على يد محمد باشا.
إلى جانب بدر خان بك ومحمد باشا، كان الفيلسوف الكردي محمود بايزيدي ينظر إلى الأيزيديين على أنهم كفار.

## القرن العشرين
خلال الإبادة الجماعية للأرمن، قُتل اليزيديون على أيدي بعض الجماعات الكردية بينما عارض البعض الآخر الأحداث وأخفوهم وحموهم. قُتل أكثر من 300 ألف من اليزيديين، بينما فر آخرون إلى منطقة القوقاز.
ومع حقيقة أن اليزيديين أخفوا 20 ألف مسيحي من العثمانيين في جبل سنجار أثناء الإبادة الجماعية للأرمن، وأن العديد من اليزيديين وجدوا ملاذًا في أرمينيا أثناء فرارهم من الأكراد والأتراك، فقد كان هناك تمييز ضد اليزيديين في أرمينيا. يميل الأطفال اليزيديون إلى إخفاء هوياتهم في المدارس لتجنب التمييز. وعلاوة على ذلك، غالبًا ما يستخدم مصطلح «اليزيديين» من قبل غير اليزيديين كإهانة.

## القرن الواحد والعشرين
في القرن الحادي والعشرين، واجه اليزيديون عنفًا من الإسلامويين خلال حرب العراق، بما في ذلك مجزرة الموصل في أبريل 2007، وتفجيرات المجتمعات اليزيدية عام 2007 التي أودت بحياة 796. تم تشكيل وحدات مقاومة سنجار للدفاع عن اليزيديين في أعقاب هذه الهجمات. تسببت محاولة حكومة إقليم كردستان لبسط نفوذها في التوتر مما اثار اتهامات متجددة من التكريد.
أدت الإبادة الجماعية لليزيديين على يد تنظيم الدولة الإسلامية في العراق والشام، والتي بدأت مع مجزرة سنجار عام 2014، إلى طرد اليزيديين وهروبهم ونفيهم الفعلي من أراضي أجدادهم في سنجار. اضطرت الآلاف من النساء والفتيات اليزيدية على العبودية الجنسية التي يؤمن بها السنة الأصوليين في تنظيم الدولة الإسلامية، وكان قد قُتل الآلاف من الرجال اليزيديين. قُتل خمسة آلاف من المدنيين اليزيديين خلال ما يسمى «حملة التحويل القسري» التي نفذها تنظيم الدولة الإسلامية في العراق والشام في شمال العراق. بدأت الإبادة الجماعية في أعقاب انسحاب قوات البيشمركة التابعة لحكومة إقليم كردستان، مما ترك اليزيديين بلا حماية. من بين أسباب تراجع البيشمركة عدم الرغبة في قتال إخوانهم المسلمين دفاعًا عن اليزيديين. اكتسب اضطهاد تنظيم الدولة الإسلامية لليزيديين اهتمامًا دوليًا وأدى إلى تدخل أمريكي آخر في العراق، والذي بدأ بضربات جوية أمريكية ضد التنظيم. فتح حزب العمال الكردستاني ووحدات حماية الشعب ومقاتلو المجلس العسكري السرياني ممرًا إنسانيًا إلى جبال سنجار.
منذ عام 2016، أُجبر اليزيديون في سوريا على الفرار من مناطق الاحتلال التركي لشمال سوريا إلى الأمان النسبي للإدارة الذاتية لشمال وشرق سوريا العلمانية، بسبب جرائم الحرب التي تم ارتكابها ضد اليزيديين والأقليات الأخرى من قبل الجيش السوري الحر المدعوم من تركيا وهو ميليشيا ذات أغلبية سنية ذات نفوذ جهادي قوي. كما استهدفت القوات المسلحة التركية وحدات حماية الشعب، بما في ذلك الضربات الجوية التركية في سوريا والعراق في أبريل 2017 والضربات التركية على سنجار عام 2018.

### إقليم كوردستان
وبحسب تقرير لهيومن رايتس ووتش، استخدمت السلطات الكردية أساليب قاسية ضد اليزيديين واتُهمت بخطف وضرب رجلين يزيديين انتقدا تصرفات السلطات.
كانت هناك أيضًا بعض التغييرات الديموغرافية في المناطق ذات الأغلبية اليزيدية بعد سقوط نظام صدام حسين. في منطقة شيخان، التي تعتبر معقلًا تاريخيًا لليزيديين، قامت السلطات الكردية بتوطين الأكراد السنة لتعزيز مطالبهم. في العصر الحديث، يُتهم إقليم كوردستان بالاستيلاء على المستوطنات اليزيدية التقليدية.